# We Will Rock You (Musical)
We Will Rock You ist ein Jukebox-Musical von Ben Elton und der britischen Rockgruppe Queen, benannt nach dem gleichnamigen Song und produziert unter der Mitwirkung der Bandmitglieder Brian May und Roger Taylor. Beide Musiker sind als Musical Supervisor aktiv in das Casting der Darsteller und Musiker aller internationalen Produktionen des Musicals involviert.
Die Handlung von We Will Rock You findet in einer 50 Jahre entfernten Zukunft statt und erzählt die Geschichte einer Gruppe von Rebellen, den Bohemians. In ihrer von einem allmächtigen Konzern beherrschten Welt ist jede Individualität verboten. Alle denken und tun dasselbe, kleiden sich gleich und hören dieselbe, computergenerierte Musik. Instrumente sind verboten, die Rockmusik längst in Vergessenheit geraten. Nur die Bohemians kämpfen noch für die Freiheit der Gedanken, der Mode und der Musik.
Weltweit existierten und existieren verschiedene Produktionen von We Will Rock You.

## Produktionen

Das Dominion Theatre in London

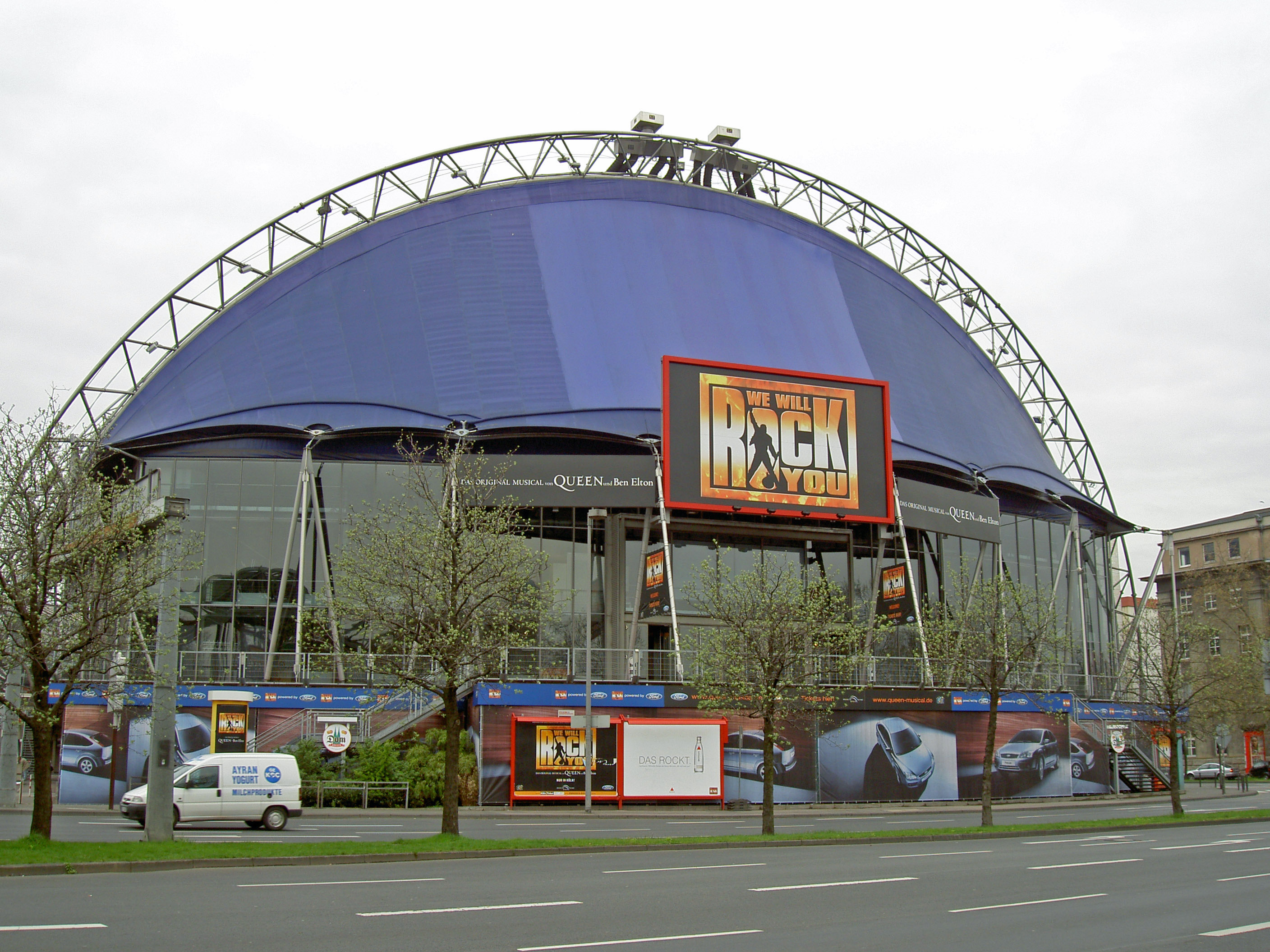
Musical Dome in Köln

Raimundtheater in Wien

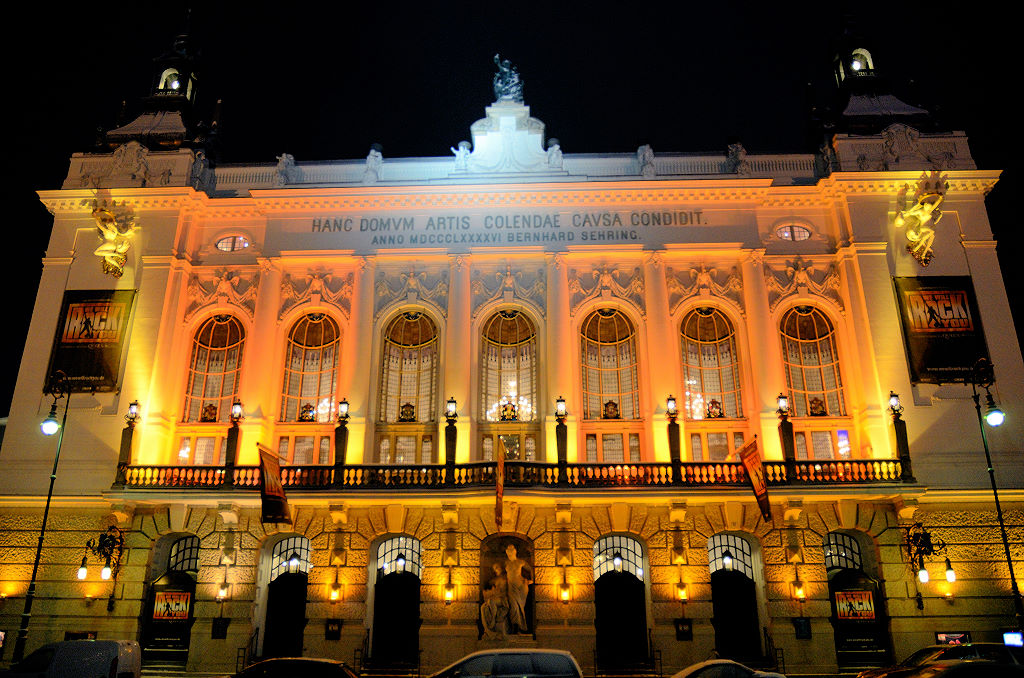
Theater des Westens in Berlin

### West End Produktion
Die Londoner Urfassung des Rock-Musicals stammt aus der Feder des Theater-, Roman- und Drehbuchautors Ben Elton und wurde von Queen Theatrical Productions gemeinsam mit Robert de Niros Tribeca Theatrical Productions und Phil McIntyre Entertainment produziert. Das Musical feierte am 14. Mai 2002 im Dominion Theatre im Londoner West End seine Uraufführung.
Die Produktion wurde zuerst von der Kritik abgelehnt, entwickelte sich aber zu einem veritablen Publikumserfolg. Obwohl sie im Oktober 2006 abgesetzt werden oder in ein kleineres Londoner Theater umziehen sollte, wurde aufgrund der ungebrochen großen Ticketnachfrage davon Abstand genommen.
Am 31. Mai 2014 wurde We Will Rock You in London zum letzten Mal gespielt. Mit über zwölf Jahren Laufzeit und mehr als 6,5 Millionen Zuschauern in über 4600 Aufführungen ist We Will Rock You die Produktion mit der längsten Spielzeit im Dominion Theatre, einem der größten Theater des West Ends mit 2000 Sitzplätzen. Darüber hinaus ist We Will Rock You das am neuntlängsten aufgeführte Musical in der Geschichte des Londoner Theaterdistrikts.

### Deutschsprachige Produktion
Eine deutschsprachige Version, produziert von der Fandango Musical GmbH gemeinsam mit Queen Theatrical Productions, Phil McIntyre Entertainments und Robert De Niros Tribeca Theatrical Productions, gastierte seit dem 12. Dezember 2004 (Datum der Premiere im Musical Dome Köln) an verschiedenen Bühnen im deutschsprachigen Raum, zeitweise an zwei verschiedenen Orten gleichzeitig.
Bis 2015 sahen insgesamt über 4 Millionen Zuschauer diese Produktion. Das Libretto wurde von Jörn Ingwersen ins Deutsche übertragen, fünf der Liedtexte von Wolfgang Adenberg.
- Köln: Premiere: 12. Dezember 2004, Derniere: 28. September 2008
- Zürich: Premiere: 17. November 2006, Derniere: 31. Dezember 2007
- Wien: Premiere: 16. Januar 2008, Derniere: 13. Juli 2008
- Stuttgart: Premiere: 14. November 2008, Derniere: 16. September 2010
- Berlin: Premiere: 21. Oktober 2010, Derniere: 21. Oktober 2011
- Tournee I (Basel, Essen): Premiere: 11. Dezember 2012, Derniere 30. Juni 2013
- Tournee II (München, Frankfurt am Main, Wien, Hamburg, Köln): Premiere: 9. September 2014, Derniere: 16. August 2015
- Tournee III (Wien, Zürich, Essen, Köln, Basel, Leipzig, Berlin, Bremen, Hamburg, Stuttgart, Erfurt, Hannover, Frankfurt am Main): Premiere: 13. Oktober 2020

| We Will Rock You Deutschland | Premierenbesetzung Köln (2004) | Premierenbesetzung Stuttgart (2008) | Premierenbesetzung Berlin (2010) | Premierenbesetzung Tournee I (2012) | Premierenbesetzung Tournee II (2014) | Premierenbesetzung Tournee III (2020/21) |
| ---------------------------- | ------------------------------ | ----------------------------------- | -------------------------------- | ----------------------------------- | ------------------------------------ | ---------------------------------------- |
| Galileo                      | Serkan Kaya / Alex Melcher     | Alex Melcher                        | Mark Seibert                     | Christopher Brose                   | Christopher Brose                    | Philipp Büttner / Riccardo Greco         |
| Scaramouche                  | Vera Bolten                    | Jessica Kessler                     | Jessica Kessler                  | Jeannine Michèle Wacker             | Jeannine Michèle Wacker              | Inga Krischke                            |
| Killer-Queen                 | Brigitte Oelke                 | Brigitte Oelke                      | Brigitte Oelke                   | Brigitte Oelke                      | Brigitte Oelke                       | Linda Holmgren                           |
| Khashoggi                    | Martin Berger                  | Jon Agar                            | Reinwald Kranner                 | Martin Berger                       | Martin Berger                        | John Davies                              |
| Meat/Ozzy                    | Michaela Kovarikova            | Julia Berger                        | Silke Braas                      | Anna Lidman                         | Linda Holmgren                       | Marina Maniglio                          |
| Britney                      | David-Michael Johnson          | David-Michael Johnson               | David-Michael Johnson            | Markus Neugebauer                   | Markus Neugebauer                    | Vini Gomes                               |
| Pop/Bap                      | James Sbano                    | Alexander Brugnara                  | Jörg Neubauer                    | Leon Van Leeuwenberg                | Leon Van Leeuwenberg                 | Gavin Turnbull                           |

### Internationale Produktionen
| Stadt                                                             | Spielstätte | Spielzeit     |
| ----------------------------------------------------------------- | ----------- | ------------- |
| Australien                                                        | 2003        |               |
| Madrid                                                            | Spanien     | 2003 und 2007 |
| Perth                                                             | Australien  | 2004          |
| Brisbane                                                          | Australien  | 2004          |
| Las Vegas                                                         | USA         | 2004          |
| Sydney                                                            | Australien  | 2004          |
| Moskau                                                            | Russland    | 2004          |
| Tokio                                                             | Japan       | 2005 und 2006 |
| Johannesburg                                                      | Südafrika   | 2005          |
| Kapstadt                                                          | Südafrika   | 2006          |
| Durban                                                            | Südafrika   | 2006          |
| Osaka                                                             | Japan       | 2007          |
| Toronto                                                           | Kanada      | 2007          |
| Auckland                                                          | Neuseeland  | 2007          |
| Seongnam                                                          | Südkorea    | 2008          |
| Singapur                                                          | Singapur    | 2008          |
| Hongkong                                                          | China       | 2008          |
| Bangkok                                                           | Thailand    | 2008          |
| Mailand                                                           | Italien     | 2009          |
| Utrecht                                                           | Niederlande | 2010          |
| Stockholm                                                         | Schweden    | 2010          |
| Oslo                                                              | Norwegen    | 2011          |
| Kopenhagen                                                        | Dänemark    | 2011          |
| Antwerpen                                                         | Belgien     | 2011          |
| Edinburgh                                                         | Schottland  | 2019          |
| Londonderry                                                       | Nordirland  | 2019          |
| Jacksonville                                                      | USA         | 2019          |
| Hengelo, Amsterdam, Den Haag, Groningen, Apeldorn, Heerlen, Breda | Niederlande | 2019/2020     |

### Internationale Tourneen
| Land                                                                  | Zeitraum  |
| --------------------------------------------------------------------- | --------- |
| Spanien                                                               | 2004–2006 |
| Großbritannien                                                        | 2009–2010 |
| Großbritannien                                                        | 2010–2011 |
| Italien                                                               | 2011      |
| 10th Anniversary World Arena Tour                                     | 2013      |
| U.S. National Tour                                                    | 2013–2014 |
| Großbritannien (UK-Tour)                                              | 2019–2020 |
| Nordamerika (North-American-Tour)                                     | 2019–2020 |
| Welt                                                                  | 2019–2021 |
| Nordamerika-Tournee 2019/2020: Premiere: 4. Oktober 2019 in Las Vegas |           |

### Variationen einzelner Produktionen
Die einzelnen internationalen Produktionen unterscheiden sich nur unwesentlich voneinander. Nur selten wurden ganze Lieder ausgetauscht, um die Zielgruppen besser zu erreichen. So wurde beispielsweise "Play the Game" in Australien durch "Now I’m Here" ersetzt und „Who Wants to Live Forever“ in der Las-Vegas-Produktion durch „You’re My Best Friend“, wobei die gesamte Vegas-Show einige Kürzungen erlitt, um dem dortigen 90-Minuten-Standard zu entsprechen. Interessanterweise wurde der Titel „Fat Bottomed Girls“ in der britischen Originalproduktion nur kurz eingespielt, erst spätere internationale Produktionen entschieden sich, den Song komplett aufzuführen. Aufgrund der positiven Resonanz wurde diese Änderung auch bald in London umgesetzt.
Die Namen und Charaktereigenschaften der Protagonisten wurden auch auf internationaler Ebene im Wesentlichen beibehalten, lediglich die weibliche Bohemian ist unter zwei Namen bekannt – „Meat“ und „Ozzy“ bzw. „Oz“, je nachdem ob Meat Loaf oder Ozzy Osbourne im betreffenden Land als bekannter eingestuft wurde. Ihr Freund „Britney“ (nach Britney Spears) wurde ausschließlich in Köln zu „J.B.“, für Jeanette Biedermann, umbenannt. Hinzu kommen die stetig wechselnden Namen der einzelnen Bohemians, die vom momentanen Bekanntheitsgrad der betreffenden Personen abhängen. So hatten beispielsweise bereits Prominente wie Paul McCartney, Robbie Williams, Dieter Bohlen, Mika, Aretha Franklin, die Jackson 5, Daniel Küblböck und Bob der Baumeister einen „Auftritt“ in We Will Rock You. In der Wiener Produktion beispielsweise wurden einige Namen auch während der Spielzeit öfter geändert.
2003 erschien ein Soundtrack der Original London Cast, der jedoch die Titel „Crazy Little Thing Called Love“, „Fat Bottomed Girls“ und „Bicycle Race“ aus Platzgründen ausschließen musste. In Spanien und Deutschland wurden eigene Soundtracks der jeweiligen Originalbesetzungen veröffentlicht, wobei in der deutschen Produktion aus Platzgründen „Don’t Stop Me Now“ fehlt.

## Handlung

### Prolog
Ein Film spielt die wichtigsten Daten in der Geschichte der Rockmusik ein. Knapp zusammengefasst laufen sie über die Leinwand, von ihrer Geburt – bis zu ihrem Tod im Jahr 2040 („Innuendo“).

### Erster Akt
Wir befinden uns 50 Jahre in der Zukunft. Die Erde wurde in Planet eBay umbenannt und befindet sich im Besitz der Global Soft Corporation. Musikinstrumente sind verboten ebenso wie Musik, die nicht von Global Soft programmiert wurde. Der kommerzielle Mainstream hat jede andere Kultur verdrängt.
Wieder einmal ist Althippie Bap nur knapp der Polizei entwischt. Mit einem Aufzeichnungsgerät arbeitet er sofort an seinem „Rebellenarchiv“ weiter. Er erzählt vom Goldenen Zeitalter der Rockmusik und ihrem Untergang, der eng mit einem Unterhaltungsphänomen namens „Deutschland sucht den Superstar“ zusammenhing und in der absoluten kulturellen Vorherrschaft der Global Soft Corporation und des „Gaga“ mündete. Plötzlich taucht der Kommandant der Global-Soft-Geheimpolizei, Khashoggi, mit seinen Schergen auf. Bap wird festgenommen und von Khashoggi befragt. Khashoggi erfährt von einer Prophezeiung nach der unter dem „Classic Rock“ am „Olymp der Champions“ das Heil verborgen liege und der Weg dorthin eines Tages von einem „hellen Stern“ gewiesen werde. Khashoggi hat genug gehört. Er lässt Bap an einen Ort namens „Seven Seas of Rhye“ bringen. Dorthin werden alle Rebellen verbannt, nachdem man ihren Verstand gelöscht hat.
An einer Schule feiern einige Gaga-Kids – alle in gleicher Kleidung, mit identischen Frisuren und den gleichen Tanzbewegungen – ihren Abschluss („Radio Ga Ga“). Kurz darauf betritt Galileo Figaro die Bühne, stotternd, verunsichert und bereits rein optisch – in Lederjacke und Jeans – ganz und gar kein Gaga-Kid. Er bleibt stehen während die anderen Kids feiern gehen. Galileos Lehrerin versucht ihn aufzumuntern. Galileo erzählt ihr von seinen Träumen, in denen er Worte und Klänge hört, die er nicht versteht. Sie versucht „ihren begabtesten Schüler“ davon zu überzeugen, sich der Gaga-Welt anzupassen und für Global Soft zu arbeiten. Doch Galileo will nicht. Lieber möchte er seine eigene Musik machen („I Want to Break Free“). Nur wenige Minuten später findet er sich gefangen in einer Laserzelle wieder.
Die Lehrerin hat Galileo bei Kommandant Khashoggi denunziert. Und von noch einer potentiellen Rebellin berichtet sie ihm, einem störrischen, schwarz gekleideten Mädchen („Ich halt’s hier nicht aus“ / engl. „I Want to Break Free [Reprise]“). Auch sie wird, wie Galileo, von den Gaga-Kids geschnitten. Doch trotz ihres Außenseitertums glaubt sie an die Liebe („Somebody to Love“). Auch sie wird von Khashoggi festgenommen.
Die Herrscherin über die Global Soft Corporation, die „Regierende Vorstandsvorsitzende“ Killer Queen, sonnt sich im Glanz ihrer Macht („Killer Queen“). Als sie von Kommandant Khashoggi wissen möchte, ob der Widerstand gegen Global Soft endlich vollständig gebrochen ist, muss dieser berichten, dass die Prophezeiung des alten Bap wohl ernst zu nehmen sei. Irgendwo auf dem Planeten scheinen noch Musikinstrumente versteckt zu sein – unter dem „Classic Rock“. Bevor sie sich wieder ihrer Arbeit widmet – der vollständigen kommerziellen Unterwerfung der Fantasie aller – befiehlt die Killer Queen Khashoggi, jeden Stein auf dem Planeten zu sprengen („Play the Game“).
Kommandant Khashoggi verhört Galileo. Nachdem er sich sicher ist, dass dieser weder versteht, was die Worte bedeuten, die durch seinen Kopf geistern, noch weiß, wer die sogenannten „Bohemians“ sind – Rockrebellen und Widerständler – glaubt er, mit Galileo den Schlüssel zum Sieg gegen den Widerstand der Bohemians in der Hand zu halten. Die Killer Queen befiehlt ihm, die lästigen Bohemians nun endgültig auszulöschen. Das neue Zeitalter, von dem die Rebellen träumen, die „Rhapsody“, soll niemals Wirklichkeit werden.
Mit bandagierten Köpfen erwachen Galileo und das widerspenstige „Goth Girl“ in einem Krankenhaus. Galileo erzählt ihr von seinen merkwürdigen Träumen und Visionen. Die beiden erkennen, dass sie im selben Boot sitzen – und die Gefahr, in der sie schweben. Sie fliehen („Under Pressure“).
Unterdessen wurde der Befehl der Killer Queen in die Tat umgesetzt und sämtliche Steine und Felsen des Planeten auf der Suche nach den letzten Instrumenten pulverisiert. Gefunden aber wurden sie nicht. Die Killer Queen und Khashoggi sind sich sicher: Die Prophezeiung der Bohemians wird sich nie erfüllen. Denn nicht nur scheint es die mythischen Instrumente nicht zu geben. Khashoggi hat den Bohemians eine Falle gestellt. Wenn sie zuschnappt, wird die Macht von Global Soft über den Planet endlich vollständig sein („A Kind of Magic“).
Zwei eigentümlich gekleidete Gestalten durchstreifen eine Einöde, eindeutig keine Gagas. Brit und seine Freundin Ozzy, zwei Bohemians, sind auf der Suche nach Material, aus dem sich Musikinstrumente bauen lassen. Brit glaubt fest an den „Träumer“, den Mann, der nach den Worten der Prophezeiung die Musik eines Tages zurück in die Welt bringen kann. Ozzy zweifelt daran, doch Brit weiß: Er wird eines Tages den Mann finden, der die Musik wieder zum Leben erweckt („I Want It All“). Als sie Stimmen hören, verstecken sich die beiden.
Die Stimmen gehören den beiden Entflohenen. Galileo erzählt von seiner Ahnung, für etwas Besonderes vorherbestimmt zu sein. Seine Visionen sagen ihm, dass das Heil am „Olymp des Classis Rock“ zu finden sei und der Weg dorthin eines Tages von einem hellen Stern gewiesen werde. Und er will seiner Freundin einen Namen geben, den er geträumt hat: Scaramouche. Plötzlich springen Ozzy und Brit aus ihrem Versteck. Weil Galileo ununterbrochen Worte aus dem geheimen „heiligen Text“ der Bohemians von sich gibt, beschuldigen Ozzy und Brit Galileo und Scaramouche Spitzel zu sein. Als Galileo beteuert, die Worte nur aus seinen Träumen zu kennen, stellt Brit ihn auf die Probe. Er singt die ersten Zeilen von „Bohemian Rhapsody“. Galileo antwortet mit den richtigen darauf folgenden Zeilen. Nun ist Brit sicher, dass Galileo der Träumer aus der Prophezeiung ist und sie bringen ihn und Scaramouche zum „Heartbreak Hotel“, dem Versteck der Bohemians („Headlong“).
Im Heartbreak Hotel weihen die Bohemians Galileo und Scaramouche in ihre Geheimnisse ein: Sie geben sich ihre Namen nach verstorbenen Helden der Rockmusik, suchen sich ihre Kleider selbst zusammen („Kein wahrer Held“ / engl. „No One but You (Only the Good Die Young)“) und sie wissen, dass die Musik ihrer Gegenwart keine wahre Musik ist. Denn wahre Musik, wie es sie früher gab, werde aus Liebe geboren und mit Leidenschaft geschrieben („Crazy Little Thing Called Love“).
Plötzlich wird das Heartbreak Hotel von Khashoggi und seiner Geheimpolizei gestürmt. Die Bohemians werden festgenommen. Brit kann sich aus der Laserzelle befreien und liefert der Polizei einen Kampf („Ogre Battle“), mit dem er Scaramouche und Galileo die Flucht ermöglicht, in dem er selbst aber getötet wird.

### Zweiter Akt
Die Gaga-Kids leben weiter in ihrer perfekten Welt („One Vision“) während Galileo und Scaramouche nach der Flucht aus dem Heartbreak Hotel erkennen, dass ihnen im Krankenhaus Peilsender eingepflanzt wurden. Sie selbst haben Khashoggi in das Versteck der Bohemians geführt. Sie entfernen die Mikrochips und als ihnen dämmert, dass sie nun die letzten der Rebellen sind und alles von ihnen abhängt, bemerken sie, dass sie sich verändert haben. Endlich gibt es etwas, wofür es sich zu leben lohnt: ihre Liebe. Und diese Liebe wird ihnen bleiben, auch wenn sie wahrscheinlich bald sterben müssen („Who Wants to Live Forever“).
Khashoggi foltert die überlebenden Bohemians, um herauszufinden, was sie über den „Classic Rock“ und den „Olymp der Champions“ wissen („Flash“). Es stellt sich heraus, dass sie die Prophezeiung genauso wenig verstehen wie Galileo oder Khashoggi selbst. Dennoch lässt Khashoggi den Verstand der Rebellen löschen und verbannt sie ins „Seven Seas of Rhye“, um damit endlich den letzten Widerstand gegen Global Soft zu brechen („Seven Seas of Rhye“).
Galileo und Scaramouche erwachen nach ihrer ersten gemeinsamen Nacht. Galileo hat geträumt, dass die Bohemians an einen Ort namens „Seven Seas of Rhye“ entführt worden sind. Scaramouche ist nicht überrascht und weiß sogar, dass das „Seven Seas of Rhye“ ein Pub am Ufer des großen Sees ist, denn sie hat einen der Peilsender manipuliert und das Polizeihauptquartier abgehört. Nun möchte sie sich mit Galileo auf den Weg zu den Bohemians machen, um sie zu retten. Doch Galileo will allein gehen. Schließlich sei er der Mann, auf den die Welt gewartet habe. Wütend geraten beide darüber in Streit und einigen sich schließlich doch auf eine gemeinsame Suche, allerdings von nun an auf rein „beruflicher Basis“ („Hammer to Fall“).
Inzwischen berichtet Khashoggi der Killer Queen im Global-Soft-Hauptquartier von der Gefangennahme der Bohemians und der Zerstörung des Heartbreak Hotel („Fat Bottomed Girls“). Mit der Freude der Killer Queen über die gute Nachricht („Don’t Stop Me Now“) ist es allerdings schnell vorbei, als Khashoggi erwähnt, dass Galileo und Scaramouche entkommen konnten. Enttäuscht entledigt sich die Killer Queen des Versagers Khashoggi („Another One Bites the Dust“).
Im „Seven Seas of Rhye“-Pub am Genfer See serviert der alte Bap den übrigen, vollkommen apathischen Bohemians Drinks („These Are The Days of Our Lives“). Als Scaramouche und Galileo eintreffen, erzählt er – der einstige Bibliothekar der Bohemians – den beiden die Geschichte vom Untergang der Musik und von der Band Queen, die ihre Musikinstrumente versteckte, um zukünftigen Rebellen Waffen gegen die drohende Gleichschaltung der Musik  zu hinterlassen. Er erklärt ihnen, wie sich die Prophezeiung aus den ersten Textzeilen der Bohemian Rhapsody ergibt, und noch bevor die drei begreifen, was geschieht, gelangen sie hinter die Bedeutung von Galileos Träumen. Als auch noch die Statue Freddie Mercurys aus dem Wasser des Sees auftaucht, erkennt Scaramouche, dass mit dem „hellen Stern“ aus der Prophezeiung nur diese Statue gemeint sein kann – die Statue des größten Rockstars aller Zeiten. Schnell ist allen klar, dass sie den Weg zum Wembley Stadium anzeigt, dem Olymp der Champions, an dem die letzten Musikinstrumente versteckt sein müssen.
Unverzüglich machen sich Galileo, Scaramouche und Bap auf den Weg dorthin („Headlong [Reprise]“). Doch dort angekommen, finden sie nichts als Schutt und Asche, von Instrumenten nicht die geringste Spur. Galileo bricht enttäuscht zusammen. Aber Scaramouche will nicht aufgeben und spornt ihn an, einfach ohne Instrumente Musik zu machen. Galileo fasst sich ein Herz. Er erklärt Scaramouche seine Liebe und beginnt „den Beat“ zu stampfen („We Will Rock You“). Mit der Musik offenbart sich das verschollene Instrument, die größte Freiheitswaffe, die es je gegeben hat, „die mächtige Axt des Langhaarigen“: eine elektrische Gitarre. Zwar kann Galileo sie nicht spielen – Scaramouche aber umso besser („Brighton Rock [Solo]“). Bap hackt sich in das Computersystem von Global Soft und überträgt so die Musik über den ganzen Planeten. Die Kraft des echten Rock besiegt die Killer Queen („Tie Your Mother Down“) und die Bohemians (und Khashoggi) werden befreit („We Will Rock You“ und im Anschluss „We Are the Champions“).

## Titelliste
| Erster Akt - „Innuendo“ – Freddie Mercury und Ensemble - „Radio Ga Ga“ (deutsche Version) – Gaga Kids - „I Want to Break Free“ – Galileo - „Ich halt’s hier nicht aus“ (deutsche Version von „I Want to Break Free“) – Scaramouche - „Somebody to Love“ – Scaramouche und Teen Queens - „Killer Queen“ (deutsche Version) – Killer Queen und Yuppies - „Play the Game“ (deutsche/englische Version) – Killer Queen und Yuppies - „Death on Two Legs“ (Instrumental) - „Under Pressure“ – Galileo und Scaramouche - „A Kind of Magic“ – Killer Queen, Khashoggi und Yuppies - „I Want It All“ – Britney und Ozzy - „Headlong“ – Britney, Ozzy, Galileo und Scaramouche - „No-One but You (Only the Good Die Young)“ (deutsche Version) – Ozzy und Bohemians - „Crazy Little Thing Called Love“ – Britney, Ozzy, Galileo, Scaramouche und Bohemians - „Ogre Battle“ (Instrumental) | Zweiter Akt - „One Vision“ (deutsche/englische Version) – Gaga Kids und Freddie Mercury - „Who Wants to Live Forever“ – Galileo und Scaramouche - „Flash“ – Bohemians - „Seven Seas of Rhye“ – Khashoggi und Bohemians - „Hammer to Fall“ – Galileo und Scaramouche - „Fat Bottomed Girls“ – Killer Queen und Sex Yuppies - „Don’t Stop Me Now“ – Killer Queen - „Another One Bites the Dust“ – Killer Queen - „These Are the Days of Our Lives“ – Bap und Bohemians - „Bicycle Race“ – Bohemians - „Headlong (Reprise)“ – Galileo, Scaramouche und Bap - „Brighton Rock (Solo)“ (Instrumental) – Scaramouche - „Tie Your Mother Down“ (Instrumental) - „We Will Rock You“ – Galileo und Bohemians - „We Are the Champions“ – Galileo und Ensemble - „We Will Rock You (Fast Version)“ – Ensemble - „Bohemian Rhapsody“ – Galileo, Scaramouche, Killer Queen, Khashoggi und Ensemble |

## Auszeichnungen
- Olivier Awards, UK, 2011: Gewinner BBC Radio 2 Audience Award
- Olivier Awards, UK, 2010: nominiert "Most Popular Show", "Publikumspreis"
- Dora Awards, Toronto, Kanada, 2007: "Outstanding Production of a Musical"
- Theatergoers’ Choice Awards, UK, 2003: "Best New Musical", "Best Actor" (Tony Vincent), "Best Actress in a Musical" (Hannah Jane Fox), "Best Supporting Actress in a Musical" (Sharon D Clarke), "Best Director" (Christopher Rentshaw)
- Capital Gold Radio “Legends” Awards, UK, 2003: Best Live Performance of the Year
- WhatsonStage Awards, UK 2003: Best New Musical Award

## Nachweise
1. ↑  londontheatre.co.uk
2. 1 2  dailymail.co.uk
3. ↑  bb-promotion.com